# وزیر ایالت کالیفرنیا
وزیر ایالت کالیفرنیا (به انگلیسی: Secretary of State of California) دبیر ارشد ایالت کالیفرنیای ایالات متحده است که بر وزارت ۵۰۰ نفری نظارت دارد. وزیر ایالت مانند سایر افسران قانون اساسی ایالت برای یک دوره چهار ساله انتخاب می‌شود. صاحب دفتر با محدودیت مدت به دو دوره محدود می‌شود. وزیر ایالت کنونی شرلی وبر است که پس از استعفای الکس پادیلا که پس از استعفای کامالا هریس به عنوان معاون رئیس‌جمهور ایالات متحده به عنوان سناتور کالیفرنیا منصوب شد، این نقش را بر عهده گرفت.
وبر قبل از انتخاب شدن در مجمع در سال ۲۰۱۲ در هیئت آموزشی سن دیگو و به عنوان استاد مطالعات آفریقایی-آمریکایی در دانشگاه ایالتی سن‌دیگو خدمت می‌کرد. او که یکی از اعضای گروه سیاهپوستان قانونگذاری کالیفرنیا است، اولین آمریکایی آفریقایی‌تبار است که به عضویت مجلس قانونگذاری ایالت کالیفرنیا در جنوب لس آنجلس انتخاب شد.
در دسامبر ۲۰۲۰، فرماندار گوین نیوسام، وبر را به عنوان وزیر ایالت کالیفرنیا منصوب کرد و جانشین الکس پدیا شد که او را به عنوان سناتور ایالات متحده کالیفرنیا منصوب کرده بود. وبر اولین آمریکایی آفریقایی‌تبار است که به عنوان وزیر ایالت کالیفرنیا خدمت می‌کند و پنجمین فردی است که در یک سمت در سراسر ایالت خدمت می‌کند.